# MCabber
MCabber est un logiciel libre client de messagerie instantanée pour le réseau standard ouvert Jabber/XMPP.
MCabber est un client mode texte utilisant la bibliothèque Ncurses pour son interface. Il fonctionne sous UNIX, GNU/Linux, BSD et Mac OS X.

## Fonctionnalités
- SASL/SSL/GnuTLS
- OpenPGP
- Off-the-Record Messaging
- Message Carbons (XEP-0280)
- MUC (Multi-User Chat -- salon de discussions)
- Enregistrement de l'historique des conversations
- Possibilité d'exécuter des actions / scripts externes sur certains événements
- Support d'Aspell et de Enchant pour la vérification d'orthographe
- Utilisation de modules dynamiques
- Documentation disponible en français, anglais, allemand, néerlandais, italien, polonais, russe, tchèque et ukrainien.